# BMW M50
BMW M50 è una famiglia di motori a scoppio alimentati a benzina prodotti dal 1989 al 1995 dalla casa automobilistica tedesca BMW.

## Descrizione
Questa famiglia di motori nacque per sostituire l'ormai datata famiglia M20, che oramai era inadeguata ai nuovi modelli, a causa delle prestazioni scarse in relazione all'accresciuta massa dei modelli stessi. La famiglia M20 fu comunque la base di partenza per realizzare questa nuova famiglia, le cui caratteristiche salienti erano:
- architettura a 6 cilindri in linea;
- alimentazione ad iniezione elettronica;
- distribuzione di tipo DOHC a 4 valvole per cilindro;
- cilindrate comprese tra i 2 ed i 2.5 litri.

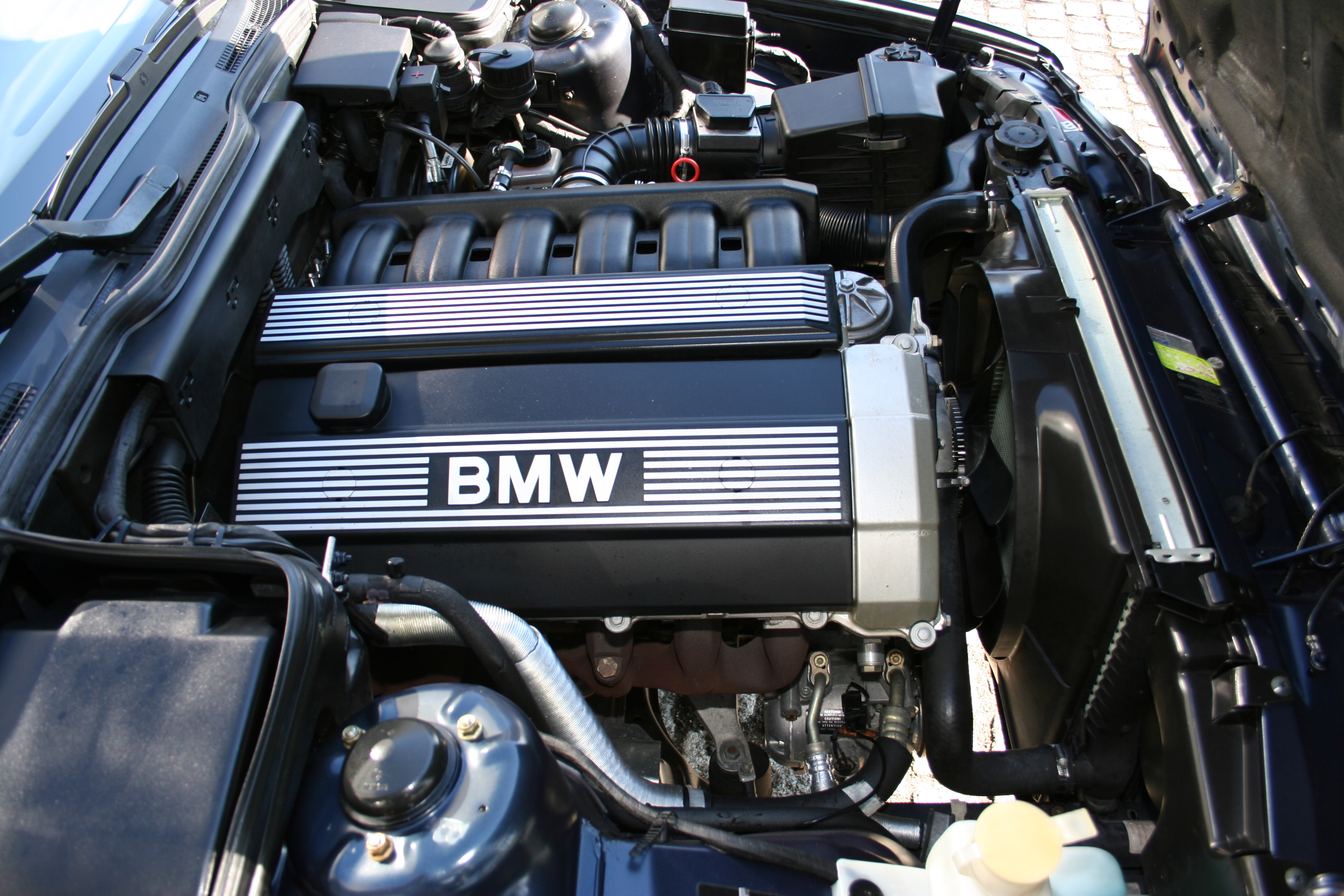
Motore M50 su una BMW 525i Touring E34 del 1993

La famiglia M50 si è articolata in cinque versioni, fino al 1995, per poi essere sostituita dalla famiglia M52. Da tale famiglia sono derivati anche i motori S50, di cilindrate comprese fra i 3 ed i 3,2 litri.

### M50B20
Derivato direttamente dal 2 litri M20B20LE, ne conserva le naturali misure di alesaggio e corsa (80x66 mm), e quindi la cilindrata complessiva di 1991 cm³.
A tali caratteristiche vengono però aggiunte quelle descritte poco sopra, più una nuova centralina elettronica per l'iniezione, una Bosch DME 3.1.
La potenza massima erogabile da questo propulsore era di 150 CV a 5900 giri/min, mentre la coppia massima era di 190 Nm a 4700 giri/min. Questo propulsore, ultimato nel 1989, è stato però utilizzato a partire dal 1990. 
È stato montato su:
- BMW 320i E36 (1991-95);
- BMW 520i E34 (1990-92).

### M50TUB20

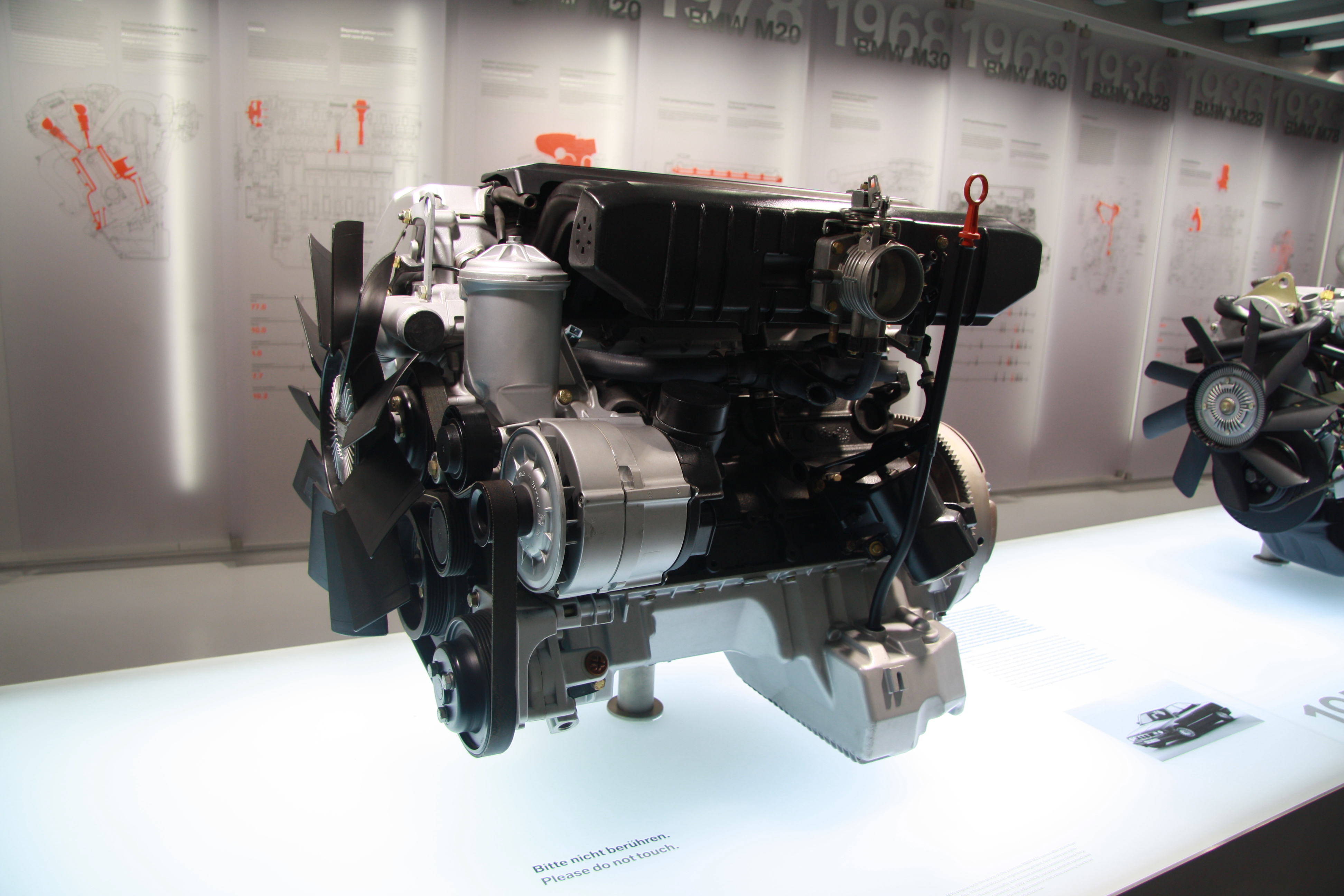
Un motore M50 esposto al Museo BMW di Monaco

Con questa sigla viene indicata un'evoluzione del 2 litri descritto precedentemente. Rispetto a quest'ultimo, la differenza sostanziale stava nell'adozione del sistema a fasatura variabile VANOS. Identica l'erogazione della potenza massima, così come pure il picco di coppia, disponibile però a 4200 giri/min.
Tale motore è stato utilizzato a tra il 1992 ed il 1995 su BMW 320i E36 e 520i E34.

### M50B24
Questo motore è una versione particolare dell'unità M50B25 descritta più avanti. Rispetto a quest'ultima, possiede una corsa di misura leggermente ridotta ed è relativamente depotenziato rispetto al 2 litri, poiché eroga la stessa potenza di 150 cv a 5900 giri/min, a fronte però di uno spunto migliore grazie alla migliore erogazione di coppia.
Tale motore è stato utilizzato tra il 1993 ed il 1997 solo ed esclusivamente su alcuni modelli di Serie 3 e Serie 5 riservati al mercato thailandese.

### M50B25

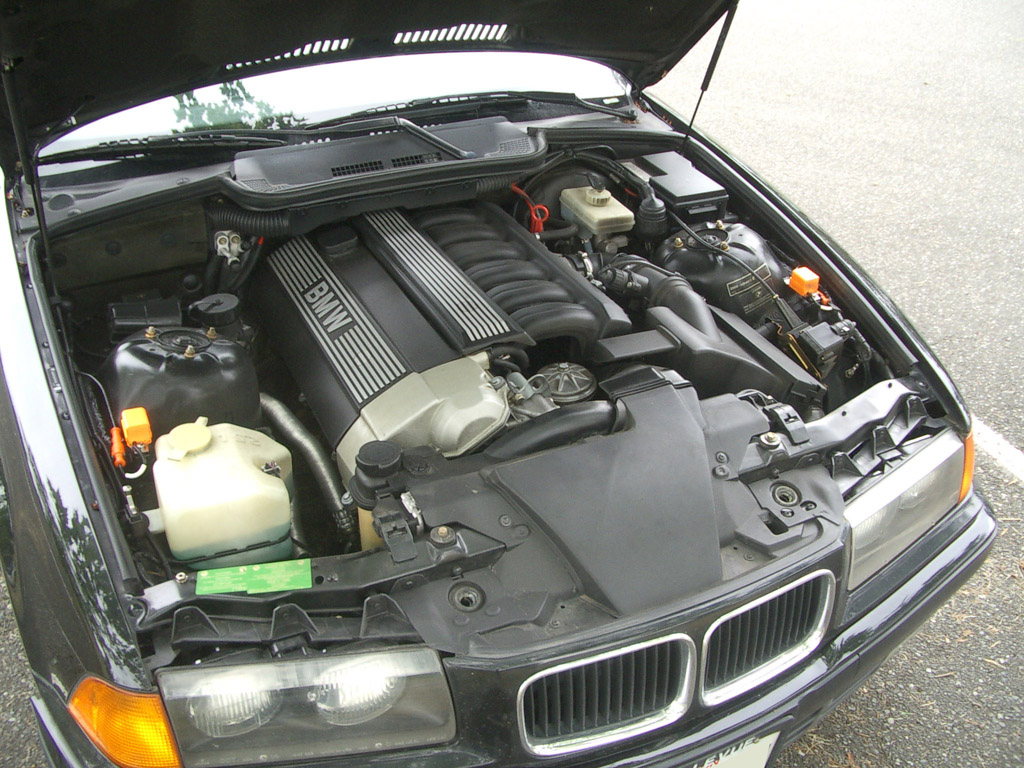
Il motore M50 sotto il cofano di una BMW 325i E36 del 1993

È la versione più prestante tra quelle appartenenti alla famiglia M50. Anch'essa, come l'unità da 2 litri, deriva dalla corrispondente unità da 2,5 litri della famiglia M20, della quale mantiene le misure di alesaggio e corsa (84x75 mm) e di cilindrata (2494 cm³). Grazie alla distribuzione bialbero e alle 4 valvole per cilindro, la potenza massima salì da 170 a 192 cv a 5900 giri/min, con un picco di coppia massima pari a 246 N·m a 4700 giri/min.
Questo motore venne introdotto contemporaneamente al 2 litri M50 ed andò ad equipaggiare:
- BMW 325i E36 (1990-92);
- BMW 525i E34 (1990-92).

### M50B25TU
Questo motore è stato introdotto nel settembre 1992 ed è quasi identico al M50B25, dal quale si differenzia per il sistema a fasatura variabile VANOS. Immutati i valori massimi di potenza e coppia, ma quest'ultima si rende disponibile a 4200 giri/min anziché 4700.
Gli stessi erano anche i modelli su cui tale motore è stato utilizzato fino al 1995.